# Morgan Williams
Morgan Andrew Williams (Kingston, 17 aprile 1976) è un ex rugbista a 15 e allenatore di rugby a 15 canadese, presente con la propria Nazionale a tre edizioni di Coppa del Mondo dal 1999 al 2007 nel ruolo di mediano di mischia.

## Biografia
Figlio di un militare, Morgan Williams ebbe frequenti spostamenti durante l'infanzia e l'adolescenza; fu nella Columbia Britannica nelle vicinanze di Vancouver durante le scuole elementari e, successivamente, in Ontario per le scuole medie, dove trovò ambiente favorevole per giocare a rugby.
Fu nel 1998 in Galles al Cardiff RFC; fu durante la militanza europea che esordì con il Canada a livello internazionale, a Nukuʻalofa contro Tonga durante il Pacific Rim Championship, e pochi mesi più tardi fu selezionato per la Coppa del Mondo di rugby 1999; al termine della competizione fu in Francia al Bègles, ma già la stagione successiva fu al parigino Stade français, in cui disputò la sua prima partita da titolare in campionato contro il Castres a fine novembre 2000.
Nel 2002 fu invece in Inghilterra ai Saracens e prese parte con il Canada alla Coppa del Mondo di rugby 2003 in Australia; nel 2005 tornò allo Stade français per una stagione e, nel 2006, all'Albi, la sua ultima squadra professionistica, avendo manifestato l'intenzione di smettere di giocare dopo la Coppa del Mondo di rugby 2007.
Alla rassegna mondiale, la sua terza consecutiva, si presentò come capitano, dopodiché, benché ritirato, fu richiamato in due occasioni nel 2008 per essere schierato nella nazionale a sette a inizio anno e, a novembre, in quella a 15 in occasione del tour dei nordamericani in Europa.
Vanta anche diverse convocazioni nei Barbarians, tutti relativi all'annuale incontro della squadra a inviti contro il Leicester.
Dopo il ritiro da giocatore allenò tra il 2009 e il 2010 il Canada a sette; di professione è vigile del fuoco a Esquimalt, nel Distretto regionale della Capitale in Columbia Britannica, e insegna rugby a livello scolastico.